# Конец истории (пиво)
Конец истории (англ. The End Of History) — шотландское пиво с содержанием алкоголя 55 %.
Пиво было произведено в июне 2010 года пивоваренной компанией BrewDog во Фрейзерборо, Абердиншир, Шотландия. Название связано с книгой американского социолога и политолога Фрэнсиса Фукуямы «Конец истории и последний человек», которая утверждает, что глобальное распространение либеральных демократий и свободного капиталистического рынка на Западе является признаком конечной точки социально-культурной эволюции человечества и, вероятно, окончательная форма человеческого управления. И пивовары пытаются достичь пика технологии пивоварения и создать пиво с самым высоким содержанием алкоголя в мире.
Было произведено только 11 бутылок этого пива по 330 мл, и каждая из них имеет сертификат подлинности. Все бутылки были помещены в чучела горностаев или серых белок — семь с горностаями и четыре с серыми белками. Животные были найдены мёртвыми на дороге и были набиты профессиональным таксидермистом. «Конец истории» является одним из самых дорогих когда-либо проданных сортов пива. Каждая бутылка стоит от 500 фунтов.